# Phyllochoreia
Phyllochoreia är ett släkte av insekter. Phyllochoreia ingår i familjen Chorotypidae.
Kladogram enligt Catalogue of Life:
| Phyllochoreia | \| \| Phyllochoreia equa \| \| \| \| \| \| Phyllochoreia ramakrishnai \| \| \| \| \| \| Phyllochoreia unicolor \| \| \| \| \| \| Phyllochoreia westwoodi \| \| \| \| \| \| Phyllochoreia whiteheadi \| \| \| \| |
|               | \| \| Phyllochoreia equa \| \| \| \| \| \| Phyllochoreia ramakrishnai \| \| \| \| \| \| Phyllochoreia unicolor \| \| \| \| \| \| Phyllochoreia westwoodi \| \| \| \| \| \| Phyllochoreia whiteheadi \| \| \| \| |
|               | Phyllochoreia equa |
|               | |
|               | Phyllochoreia ramakrishnai |
|               | |
|               | Phyllochoreia unicolor |
|               | |
|               | Phyllochoreia westwoodi |
|               | |
|               | Phyllochoreia whiteheadi |
|               | |

## Bildgalleri

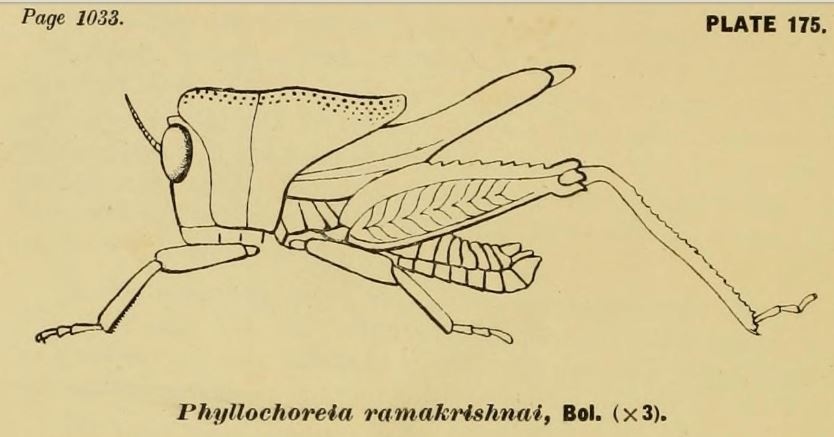